# Карате Кид: Легенди
„Карате Кид: Легенди“ (на английски: Karate Kid: Legends) е американски филм за бойни изкуства от 2025 г. на режисьора Джонатан Ентуисъл по сценария на Роб Лийбър. Той е шестият филм от поредицата „Карате кид“ след едноименния филм от 2010 г. и се развива след събитията на сериала „Кобра Кай“ (2018-2025). В него играят Джеки Чан и Ралф Мачио, които се завършват с ролите си от поредицата, и включва Бен Уанг като главния герой с Джошуа Джаксън, Сейди Стенли и Минг-На Уен. Това е първият филм от поредицата, който не е продуциран от Джери Уейнтроуб, починал през 2015 г.
Продуциран от Кълъмбия Пикчърс и разпространяван от Сони Пикчърс Релийзинг, премиерата на филма се състои в няколко южноафрикански страни на 8 май 2025 г., както и в Европа и Скандинавия на 29 май 2025 г., и излиза по кината в САЩ и Канада на 30 май 2025 г. Получава смесени отзиви от критиците.

## Актьорски състав
- Джеки Чан – мистър Хан
- Ралф Мачио – Даниел Ларусо
- Бен Уонг – Ли Фонг
- Джошуа Джаксън – Виктор Липани
- Сейди Стенли – Миа Липани
- Минг-На Уен – д-р Фон
- Арамис Найт – Конър Дей
- Уайът Олеф – Алън
- Шонет Рене Уилсън – г-жа Морган
- Тим Розон – О'Ший

## Продукция
Филмът е в процес на разработка от септември 2022 г., а Ентуисъл и Лийбър се заемат с ролите на режисьор и сценарист през ноември 2023 г. Снимачният процес продължава от април до юни 2024 г.

## Филми от поредицата за „Карате кид“
Поредицата „Карате кид“ включва 6 филма:
- „Карате кид“ (1984)
- „Карате кид 2“ (1986)
- „Карате кид 3“ (1989)
- „Следващото карате хлапе“ (1994)
- „Карате кид“ (2010)
- „Карате Кид: Легенди“ (2025)